# モージズ・イジーキエル
モージズ・イジーキエル（Moses Jacob Ezekiel、1844年10月28日 – 1917年3月27日）はアメリカ合衆国生まれの彫刻家である。南北戦争の後、ヨーロッパに渡り、ローマで活動した。

## 略歴
バージニア州リッチモンドで生まれた。バージニア州立軍事学校(Virginia Military Institute)で学び、ユダヤ系としては最初の士官候補生となった。南北戦争ではバージニア士官学校の士官候補生部隊として、1864年のニューマーケットの戦いに南軍とともに戦い、負傷した。その後はバージニア州立軍事学校の学生の訓練に携わり、リッチモンドの防衛戦を戦った。
南北戦争後はしばらく、シンシナティに住んだ後、絵や彫刻を学ぶためにヨーロッパに渡り、1869年にベルリンの美術アカデミーで彫刻家のアルベルト・ウォルフに学んだ。その後、イタリアに移り、残りの生涯をローマで過ごした。ローマで彫刻家として成功を治め、イタリア国王、ウンベルト1世とヴィットーリオ・エマヌエーレ3世から爵位を受けた。ローマ・カトリック教会の枢機卿、グスタフ・アドルフ・ツー・ホーエンローエ＝シリングスフュルストに招かれてティヴォリのエステ家別荘に滞在し、宮殿の改修に貢献した。
1917年にローマで死去した。

## 作品

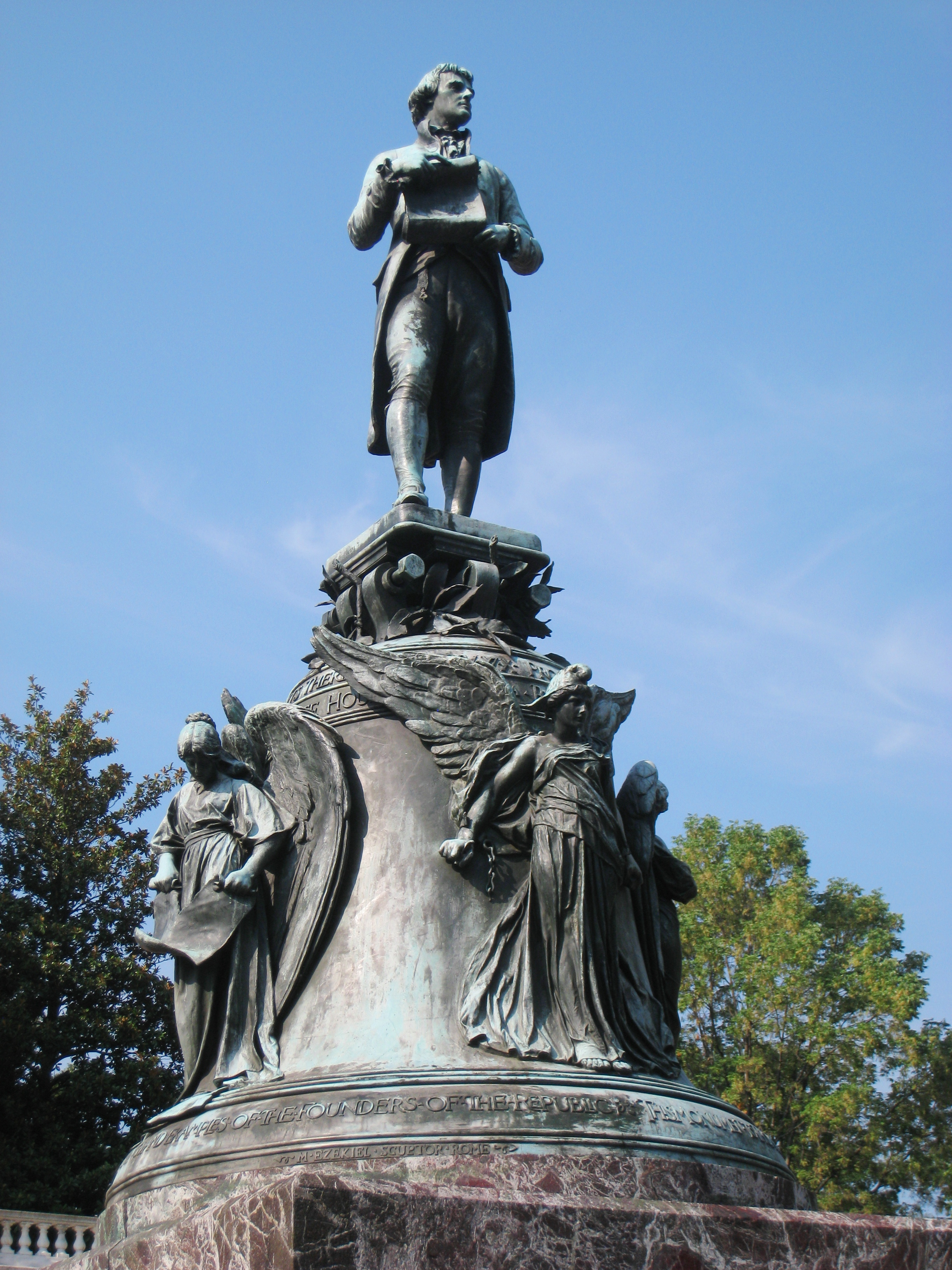
ケンタッキー州ルイビルのジェファーソン記念像
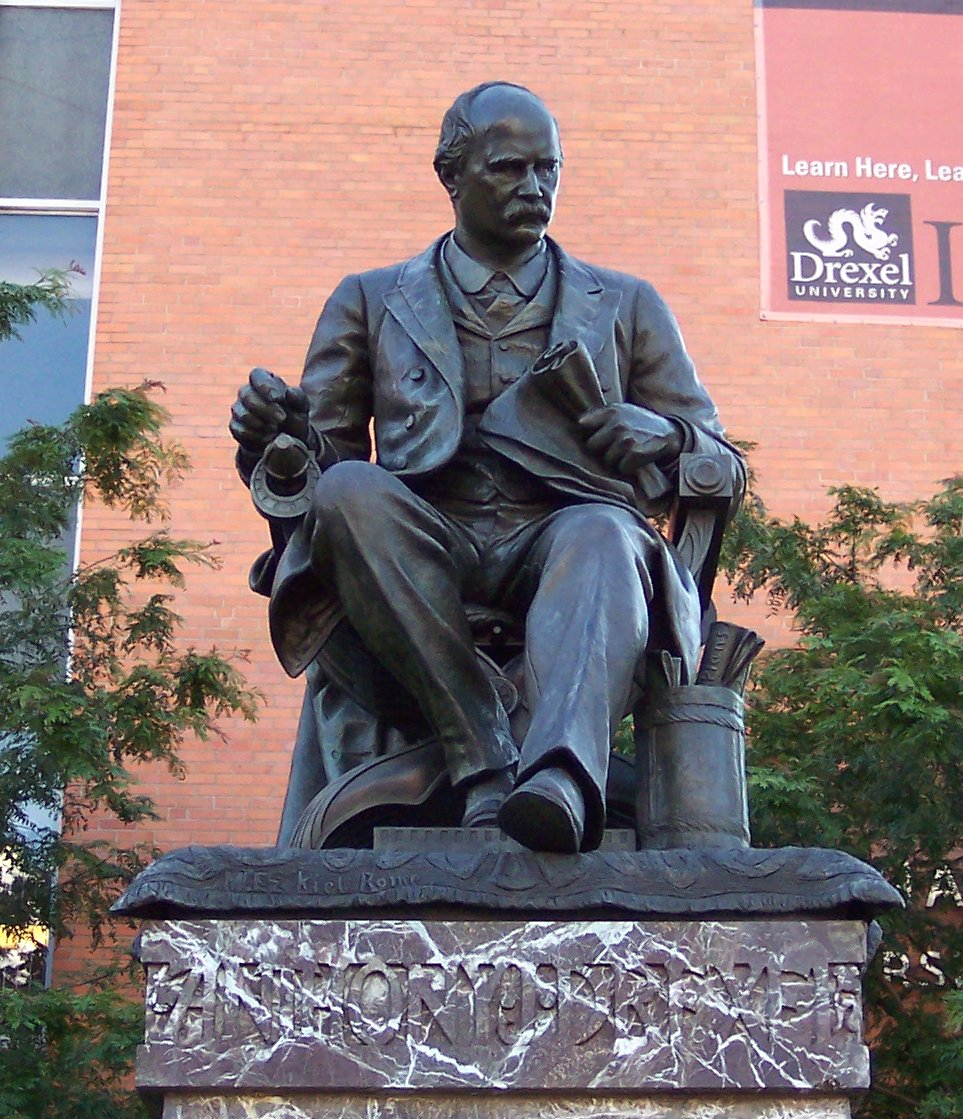
アンソニー・ジョセフ・ドレクセル1世
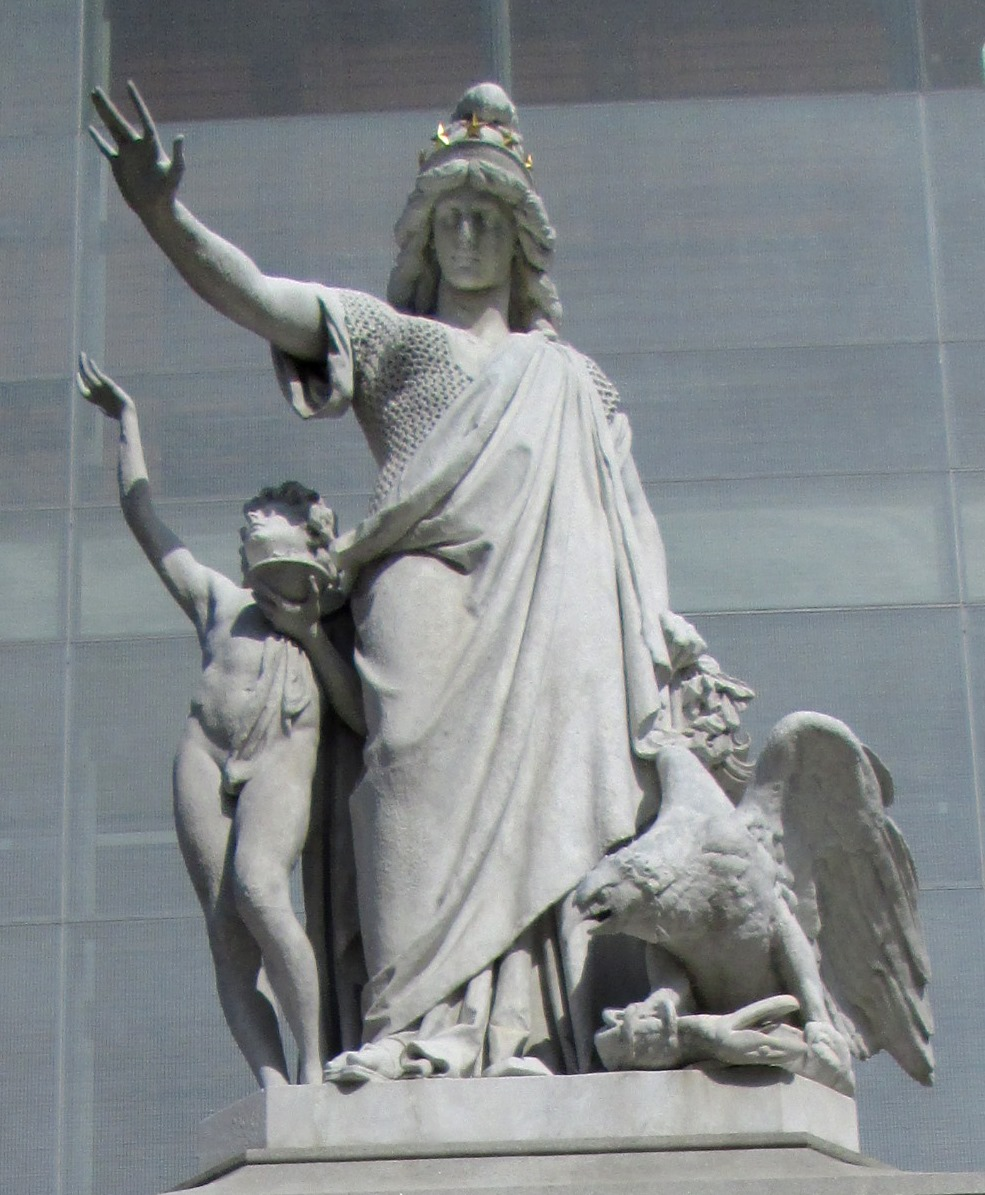
「信教の自由」像、国立ユダヤ歴史博物館前
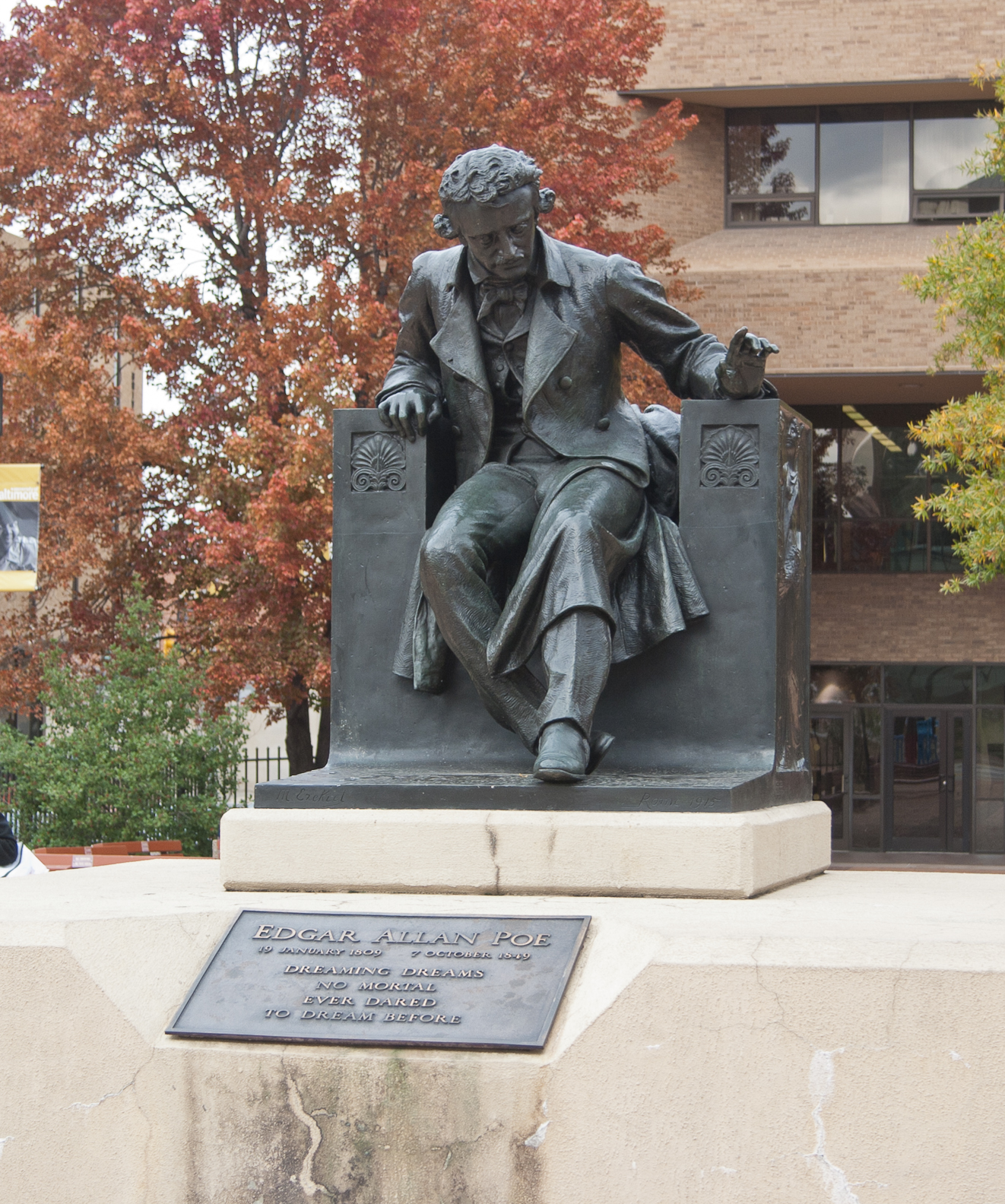
エドガー・アラン・ポー